# Aleksandr Koszkin
Aleksandr Nikołajewicz Koszkin (ros. Александр Николаевич Кошкин; ur. 13 czerwca 1959 w Moskwie, zm. 16 października 2012]) – rosyjski bokser walczący w reprezentacji Związku Radzieckiego, wicemistrz olimpijski z 1980 oraz mistrz świata z 1982.
Wystąpił w wadze półśredniej (do 67 kg) na mistrzostwach Europy w 1979 w Kolonii, gdzie po wygraniu jednej walki przegrał w ćwierćfinale z późniejszym mistrzem Ernstem Müllerem z RFN. W tym samym roku dotarł do finału Pucharu Świata w Nowym Jorku w którym przegrał z Eddiem Greenem ze Stanów Zjednoczonych.
Zdobył srebrny medal na letnich igrzyskach olimpijskich w 1980 w Moskwie w wadze lekkośredniej (do 71 kg). W turnieju olimpijskim pokonał kolejno: Salaha Dżasima Bidina z Iraku, Nicky’ego Wilshire’a z Wielkiej Brytanii i Detlefa Kästnera z NRD, a w finale przegrał z Armando Martínezem z Kuby.
Zwyciężył w tej kategorii na mistrzostwach Europy w 1981 w Tampere po wygranych walkach z Kästnerem, Angelo La Mattiną z Francji, Michaiłem Takowem z Bułgarii i w finale z obrońcą tytułu Miodragiem Perunoviciem z Jugosławii.
Zdobył złoty medal w wadze lekkośredniej na mistrzostwach świata w 1982 w Monachium, po wygraniu czterech walk, w tym z mistrzem olimpijskim Armando Martínezem w finale.
Koszkin był mistrzem ZSRR w wadze półśredniej w 1979 i wicemistrzem w 1980.
Zakończył karierę w 1983 i został trenerem bokserskim. Zmarł w 2012.